# Montpellier Business School
A Montpellier Business School é uma escola de comércio europeia com campus em Montpellier. Foi fundada em 1897.

## Descrição
A MBS possui tripla acreditação; AMBA, EQUIS e AACSB. A escola possui cerca de 17.700 ex-alunos. Entre seus ex-alunos estão Eric Besson (Ex-ministro francês).

## Programas
A MBS possui mestrado em Administração e várias outras áreas, tais como Marketing, Finanças, Mídia e Recursos Humanos. Possui também um MBA Executivo.

## Rankings
Em 2019, seu mestrado em Administração foi considerado cinquenta quinto do mundo pela Financial Times.